# Ropica densepunctata
Ropica densepunctata là một loài bọ cánh cứng trong họ Cerambycidae.